# Sainte Catherine (ciruela)
Sainte Catherine, también conocida en España como Santa Catalina, es una variedad cultivar de ciruelo (Prunus domestica), de las denominadas ciruelas europeas. Las frutas tienen un tamaño pequeño a medio, color de piel amarillo verdoso pasando a amarillo ámbar, con estrías amarillo claro partiendo de la cavidad peduncular, a veces presentan unas pequeñas salpicaduras rojo carmín vivo, y pulpa de color amarillo verdosa o ámbar, exacto a la piel, con textura medio firme, crujiente, medianamente jugosa, y sabor dulce, ligeramente astringente.

## Sinonimia
- "Sainte Catherine de Tours",[4]
- "Saint Catherine",
- "Prunier Sainte Catherine",
- "Santa Catalina",
- "Gelbe Catharienpflaume",
- "La Brisette",
- "Sainte Catherine Jaune",
- "Torlo d'Ovo".

## Historia
Sainte Catherine es una variedad de ciruela cuyos orígenes son antiguos. También llamado "Prunier Sainte Catherine de Tours", ya era conocido en el siglo XVII . El origen de esta variedad de ciruelo sigue siendo incierto, pero se supone que proviene de "Sainte-Catherine-de-Fierbois", cerca de "Sainte-Maure-de-Touraine". Esta antigua variedad se une a la tradición de la famosa ciruela pasa de Tours, antiguamente producida entre Anjou y Touraine.
La variedad de ciruela 'Sainte Catherine' ha sido descrita por: 1. Quintinye Com. Gard. 67, 68, 69. 1699. 2. Langley Pomona 94, Pl. 24 fig. 6. 1729. 3. Miller Card. Dict. 3. 1754. 4. Duhamel Trait. Arb. Fr. 2:97, Pl. XX fig. 5, 109, Pl. XIX. 1768. 5. Knoop Fructologie 2:55. 1771.  6. Lond. Hort. Soc. Cat. 153. 1831. 7. Prince Pom. Man. 2:76,103. 1832. 8. Kenrick Am. Orch. 267. 1832. 9. Gallesio Pom. Ital. 2:Pl. 1839. 10. Downing Fr. Trees Am. 283 fig. 112. 1845.  11. Floy-Lindley Guide Orch. Gard. 298, 383. 1846. 12. Poiteau Pom. Franc. 1:1846. 13. U. S. Pat. Off. Rpt. XXX. 1854. 14. Ann. Pom. Belge 65, Pl. 1855.  15. Thompson Gard. Ass't 520. 1859.  16. Am. Pom. Soc. Cat. 86. 1862. 17. Pom. France 7:No. 23. 1871. 18. Mas Lt Verger 6:89, fig. 45. 1866-73.  19. Hogg Fruit Man. 724. 1884. 20. Mathieu Nom. Pom. 431. 1889. 21. Wickson Cal. Fruits 356 fig. 1891. 22. Guide Prat. 161, 365. 1895. 23. Oregon Sta. Bul. 45:33 fig. 1897.
Sainte Catherine está cultivada en el banco de germoplasma de cultivos vivos de la Estación experimental Aula Dei de Zaragoza con el nombre de accesión "Santa Catalina".

## Características
Se trata de árbol de porte extenso, moderadamente vigoroso, erguido. Las flores deben aclararse mucho para que los frutos alcancen un calibre más grueso. Tiene un tiempo de floración que comienza a partir del 16 de abril con el 10% de floración, para el 20 de abril tiene una floración completa (80%), y para el 29 de abril tiene un 90% de caída de pétalos.

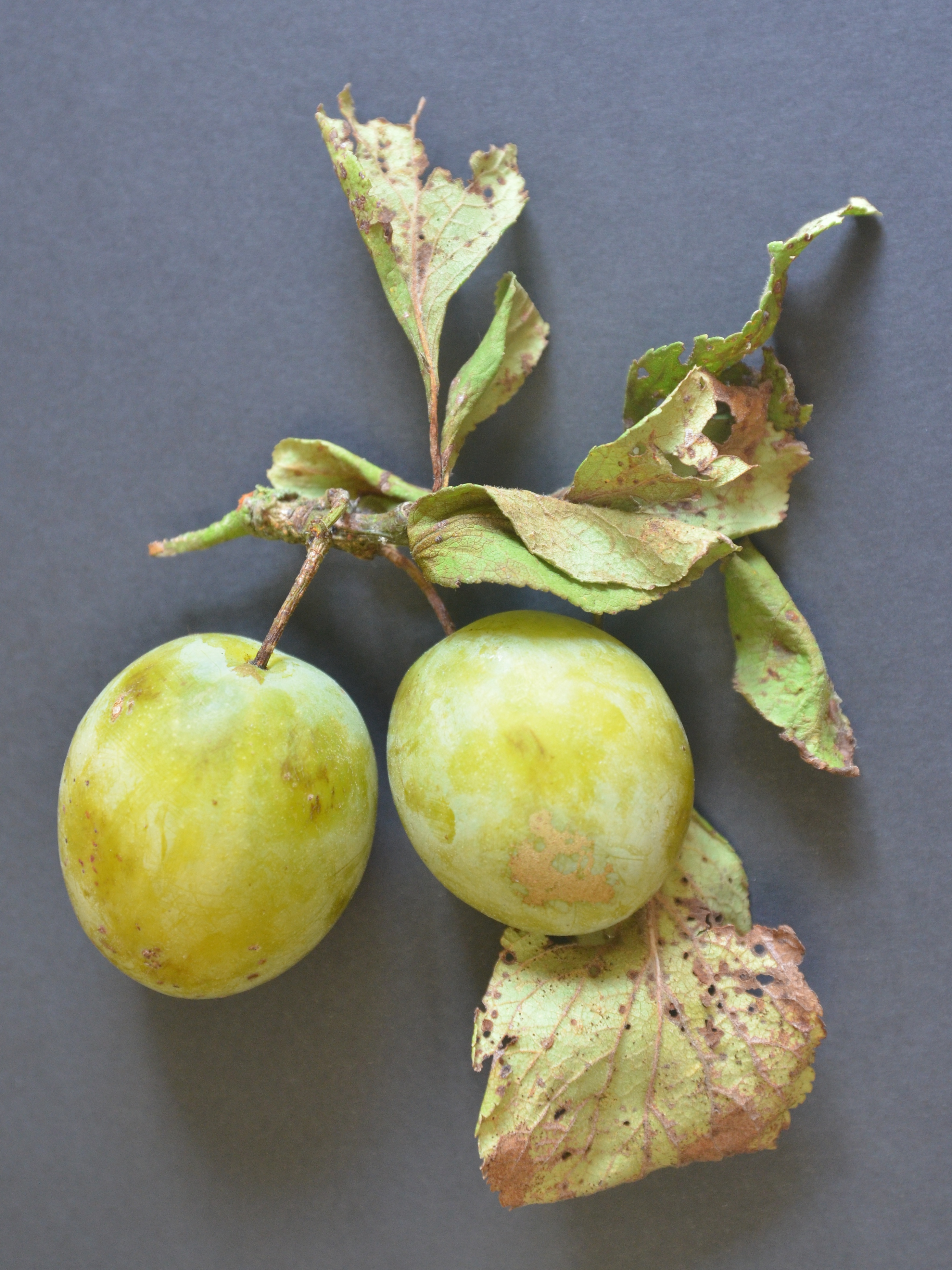
La variedad 'Sainte Catherine' en Hauts-de-France et Wallonie.

Tiene una talla de tamaño pequeño a medio, de forma ovoide, anchura máxima por debajo de la línea media, depresión suave en la zona ventral, presenta sutura bien visible, línea transparente de color indefinido, situada en una depresión muy suave en toda su extensión, excepto en el polo pistilar en que la depresión es muy marcada. Tiene una piel muy poco pruinosa (pruina muy fina), blanco grisáceo, no se aprecia pubescencia, siendo el color de la piel amarillo verdoso pasando a amarillo ámbar, con estrías amarillo claro partiendo de la cavidad peduncular, a veces presentan unas pequeñas salpicaduras rojo carmín vivo, punteado abundante, muy menudo, amarillo claro, sin aureola; pedúnculo medio o largo, fino, leñoso, siendo su cavidad peduncular estrechísima, casi superficial, apenas rebajada en la sutura y sin rebajar en el lado opuesto. Su pulpa es de color amarillo verdosa o ámbar, exacto a la piel, con textura medio firme, crujiente, medianamente jugosa, y sabor dulce, ligeramente astringente.
Hueso semi adherente en las caras laterales, pequeño, elíptico, surco dorsal bien marcado con bordes lisos dentados o con orificios, surcos laterales variables, superficie arenosa.
Su tiempo de recogida de cosecha se inicia en su maduración en la primera quincena de septiembre.

## Usos
La ciruela Sainte Catherine se utiliza en la elaboración de las "ciruelas pasas de Tours".